# Teoria degli usi e gratificazioni
La teoria degli usi e gratificazioni (in inglese Uses and Gratification Theory (UGT)) è una teoria delle scienze della comunicazione nata negli anni sessanta, secondo la quale il pubblico è in grado di condizionare attivamente il contenuto dei mezzi di comunicazione. Le masse fruiscono dei media per soddisfare dei bisogni personali e pertanto sono in grado di influenzare le scelte compiute dai media stessi, invece di subirne passivamente gli effetti.

## Storia
Fino agli anni cinquanta si riteneva che i mezzi di comunicazione fossero in grado di condizionare passivamente le menti degli individui e le istituzioni. Negli anni sessanta questo modello viene messo in dubbio dal sociologo Joseph Klapper, la cui teoria si basava su cinque generalizzazioni:
1. La comunicazione attraverso i media non è necessaria né sufficiente nel causare effetti sul pubblico, ma agisce attraverso una rete di fattori di mediazione.
2. I mezzi di comunicazione tendono più a consolidare la situazione esistente che a provocare cambiamenti.
3. Nel caso in cui i mezzi di comunicazione riescono a provocare cambiamenti significa che i fattori di mediazione sono rimasti inattivi o hanno contribuito al cambiamento.
4. Solo in alcuni casi marginali i mezzi di comunicazione sono in grado di causare effetti diretti o agire a livello psicofisico
5. L'efficacia di una comunicazione di massa è dovuta anche ai suoi mezzi tecnici.

Tra i tanti studiosi che condussero degli studi su questa teoria si può annoverare, soprattutto a partire dagli anni settanta, Elihu Katz. Il sociologo statunitense riteneva che il pubblico avesse un ruolo attivo nell'uso dei mezzi di comunicazione di massa e non fosse affatto da considerare come un soggetto puramente passivo e soggetto agli effetti, come era stato considerato fino ad allora dalla ricerca scientifica.

## Teoria
La teoria degli usi e gratificazioni si fonda su 4 pilastri fondamentali:
1. il pubblico è considerato come attivo: questa idea si concentra sul fatto che gli spettatori sono orientati verso uno scopo che essi cercano di realizzare attraverso l'uso dei mass media. Questi ultimi cercano di colmare e rispondere ai bisogni del pubblico che utilizza il mezzo di comunicazione.
2. nel processo di comunicazione di massa gran parte dell'iniziativa nel collegare il bisogno di gratificazione e la scelta di quali media utilizzare rimane al pubblico: questa affermazione comprende l'idea che le persone utilizzano i media per il loro proprio vantaggio più di quanto i media usino loro. Il ricevente determina cosa verrà assorbito e cosa invece non riuscirà ad influenzare il suo pensiero e non come nelle precedenti teorie il contrario. L'opinione individuale è molto più potente del contenuto che i media cercano di trasmettere.
3. i mass media competono con altre risorse per la soddisfazione dei bisogni del pubblico: Questo punta l'attenzione sul fatto che ogni persona ha diversi bisogni. In risposta a questo, sono stati creati un largo raggio di possibilità per soddisfare queste necessità. Il più forte rivale ai mass media è sicuramente la comunicazione diretta (faccia a faccia). Questa può spesso aiutare un individuo a superare difficoltà che gli si parano di fronte in modo molto più efficace. Per questo motivo, la comunicazione di massa deve competere in modo arduo con le fonti non correlate ai media e aiutare a creare un bisogno per se stesso allo stesso modo come un equilibrio fra i due.
4. molti dei successi nell'uso dei media attraverso il soddisfacimento di informazioni possono essere raggiunti anche dalle persone con le loro personali capacità: questa idea esplica che le persone sono consce delle loro motivazione e scelte e che sono capaci di esporle verbalmente se necessario. C'è stata una serie di studi in tutto il mondo che hanno analizzato gli spettatori e sono giunti alla conclusione a proposito del tipo di media usato allo stesso modo del contesto analizzato. Inoltre è stato osservato che gli appartenenti al pubblico utilizzano questi media per formare le loro proprie identità.

In questa prospettiva di ricerca si prendono in considerazione gli usi che il pubblico fa dei mezzi di comunicazione per soddisfare determinati bisogni. Al pubblico dei media viene riconosciuto un ruolo attivo e dinamico, gli effetti su di esso sono il risultato di molteplici fattori che prendono in considerazione le interazioni sociali e il contesto in cui si realizza la comunicazione. Radicatosi il funzionalismo nelle scienze sociali, si passa dalla questione "che cosa fanno i media alle persone" a "cosa fanno le persone con i media". I media non sono efficaci a prescindere, non è sufficiente la persuasione, lo diventano nel momento in cui il fruitore attribuisce loro tale efficacia mediante la soddisfazione dei propri bisogni.
Si passa a uno studio più attento dei membri dell'audience, in particolare sui bisogni dei singoli e della società che vengono soddisfatti attraverso l'uso dei media. Il binomio uso e gratificazione si risolve in una relazione sinergica e complementare. Il contesto sociale in cui vive il destinatario è importante poiché influenza bisogni specifici e incentiva determinati usi mediali in relazione ad essi.
Negli anni settanta Elihu Katz, Michael Gurevitch e Hadassah Haas elaborano cinque classi di bisogni che i soggetti soddisfano attraverso l'uso dei media:
1. Cognitivi (rafforzando o acquisendo conoscenze)
2. Affettivi ed estetici (rafforzando la sfera estetica e affettiva)
3. Integrativi a livello della personalità (rassicurazione, stabilità emotiva, incremento del proprio status)
4. Integrativi a livello sociale (rafforzamento dei contatti interpersonali)
5. Di evasione (allentamento di conflitti e tensioni)

## Funzioni semplici e funzioni complesse
La fase dell'“infanzia” della Teoria degli usi e gratificazioni, agli inizi degli anni Quaranta, è stata individuata da Blumer e Katz come quella di approccio iniziale in cui vengono compiuti i primi passi per riuscire ad individuare e descrivere gli orientamenti e atteggiamenti degli individui rispetto a diversi contenuti mediali selezionati. 
Questi primi studi, più che interessarsi agli effetti dei media e in particolare al rapporto che si attiva tra quest’ultimi e l’individuo, focalizzarono la loro attenzione sull’individuazione della relazione tra le gratificazioni tratte dall’individuo e il contenuto dei media attraverso la ricerca delle svariate motivazioni alla fruizione dei media. 
Per il consumo dei media e dei bisogni individuali, che vengono di conseguenza soddisfatti, Klapper individua due specifiche tipologie di funzioni:le funzioni semplici e le funzioni complesse. Nelle prime rientrano l’offerta di relax(capacità dei media di offrire occasioni di rilassamento ed evasione), la stimolazione dell’immaginazione(contributo dei media nella costruzione di giochi, fantasie, proiezioni, ecc..), l’interazione sostitutiva(presenza di persone e storie che riempiono il silenzio è che creano una interazione virtuale) e la creazione di un terreno comune per i contatti sociali(comunicazione e interazione fondata sulla condivisione del consumo di un prodotto mediale). Mentre, la distensione emotiva(il bisogno che molti individui hanno di ottenere un alleggerimento delle emozioni) e scuola di vita(capacità di offrire modelli, stili di vita e di comportamento ai quali potersi adeguare) sono funzioni complesse.